# PinkPantheress
PinkPantheress, pseudonimo di Victoria Beverly Walker (Bath, 18 aprile 2001), è una cantautrice e produttrice discografica britannica.

## Biografia
Nata da madre keniota e da padre inglese, durante l'adolescenza è stata cantante in una cover band dei My Chemical Romance. Nel corso degli studi secondari ha iniziato a scrivere musica per aiutare un amico, mentre all'età di 17 anni ha cominciato a produrre su GarageBand basi musicali per il cantante Mazz, salvo poi usare il software anche per registrare le sue prime canzoni durante la notte mentre frequentava la University of the Arts London.
Nel gennaio 2021 ha reso disponibile su Apple Music il singolo Pain, che ha presto guadagnato popolarità su TikTok; finirà per debuttare nella Official Singles Chart, posizionandosi al 35º posto. Simile successo virale riscuote anche il singolo successivo Break It Off, che porta la cantante a ricevere due contratti discografici con la Parlophone e l'Elektra. A luglio 2021 è uscito Passion, mentre il mese successivo viene pubblicato Just for Me, che diventa la seconda top fourty dell'artista nella classifica britannica con un picco al numero 27. Il brano verrà in seguito campionato dal rapper Central Cee per il singolo Obsessed with You, che raggiunge il 4º posto della suddetta classifica.
Ad ottobre 2021 ha annunciato il suo mixtape di debutto dal titolo To Hell with It; tale annuncio è stato accompagnato dall'uscita del singolo I Must Apologise. To Hell with It viene pubblicato il 15 ottobre 2021 e, accolto positivamente dalla critica, raggiunge la 20ª posizione della Official Albums Chart (dove è argento) e la 73ª della Billboard 200 statunitense. Nello stesso mese ha partecipato al mini documentario Feast on This di Spotify e ha posato per la collezione Heaven di Marc Jacobs. Il 26 gennaio 2022 ha annunciato il suo primo tour americano PinkAcrossAmerica, con quattro date svoltesi nel maggio dello stesso anno. Due giorni dopo ha reso disponibile l'album di remix di To Hell with It, contenente collaborazioni con artisti come Powfu, Flume ed El Guincho. Nella primavera del 2022 ha aperto le date americane del Love and Power Tour di Halsey.

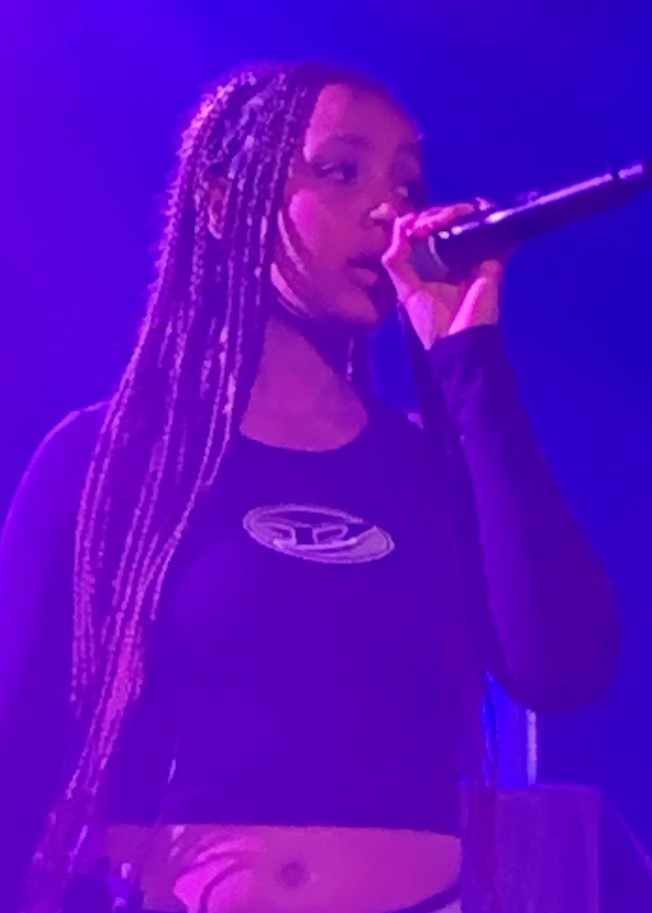
PinkPantheress in concerto nel 2022

Il 16 dicembre 2022 viene pubblicato il suo primo EP da tre tracce Take Me Home, anticipato dai singoli Do You Miss Me? e Boy's a Liar. Quest'ultimo, in seguito alla pubblicazione di un remix in collaborazione con Ice Spice, è diventato il suo primo singolo in top ten sia nella classifica britannica che in quella statunitense. Nell'estate 2023 prende parte alla colonna sonora del film Barbie con il singolo Angel, al duetto Turn Your Phone Off con il rapper Destroy Lonely e al remix di Rush di Troye Sivan.
II 10 novembre 2023 è stato pubblicato l'album di debutto di PinkPantheress Heaven Knows, anticipato dai singoli Mosquito, Capable of Love e Nice to Meet You. Il disco è stato promosso dal tour mondiale Capable of Love Tour, che ha avuto luogo nei primi mesi del 2024. Durante i Billboard Women in Music 2024 è stata premiata come Produttore dell'anno. Nello stesso anno è stata impegnata come artista d'apertura del Guts World Tour di Olivia Rodrigo; tuttavia, nel mese di agosto ha cancellato tutti i concerti in programma fino alla fine dell'anno per motivi di salute. Nel 2024 è stata inserita dalla rivista Forbes nella lista degli under 30 europei più influenti nel campo dell'intrattenimento.
II 9 maggio 2025 è stato distribuito dalla Warner il secondo mixtape della cantante, Fancy That, promosso dai singoli Tonight, Illegal e Stateside. Il progetto ha debuttato alla 3ª posizione della classifica britannica, registrando dunque il suo risultato migliore in graduatoria.

## Stile e influenze musicali
PinkPantheress ha scelto il suo nome d'arte ispirandosi al film La Pantera Rosa, nonché da una domanda posta al game show The Chase in cui veniva chiesto come era chiamata una pantera femmina. La sua musica è stata descritta come bedroom pop, drum and bass, hyperpop, jungle e UK garage; è inoltre particolarmente distinguibile per l'uso di campionamenti tratti da brani degli anni novanta e duemila e per la durata delle sue tracce, molto spesso inferiori a due minuti. Cita i My Chemical Romance, Lily Allen, Just Jack, Michael Jackson e il K-pop come le sue più grandi ispirazioni musicali.

## Discografia

### Album in studio
- 2023 – Heaven Knows

### Album di remix
- 2022 – To Hell with It: Remixes

### EP
- 2022 – Take Me Home

### Mixtape
- 2021 – To Hell with It
- 2025 – Fancy That

### Singoli

#### Come artista principale
- 2020 – Reeling (accreditata come Vbw)
- 2020 – Ride (accreditata come Vbw; feat. Anna Palmer)
- 2021 – Pain
- 2021 – Break It Off
- 2021 – Passion
- 2021 – Just for Me
- 2021 – I Must Apologise
- 2022 – Bbycakes (con Mura Masa e Lil Uzi Vert feat. Shygirl)
- 2022 – Where You Are (feat. Willow)
- 2022 – Picture in My Mind (con Sam Gellaitry)
- 2022 – Do You Miss Me?
- 2022 – Boy's a Liar (solo o con Ice Spice)
- 2023 – Way Back (con Skrillex e Trippie Redd)
- 2023 – Angel
- 2023 – Turn Your Phone Off (con Destroy Lonely)
- 2023 – Mosquito
- 2023 – Capable of Love
- 2023 – Nice to Meet You (feat. Central Cee)
- 2024 – Turn It Up
- 2025 – Tonight
- 2025 – Stateside
- 2025 – Illegal
- 2025 – Close to You
- 2025 – Starlight (con Danny L Harle)
- 2025 – Romeo

#### Come artista ospite
- 2023 – Rush (Remix) (Troye Sivan feat. PinkPantheress e Hyunjin)
- 2025 – True Religion (Shygirl feat. Isabella Lovestory e PinkPantheress)

## Tournée

### Artista principale
- 2022 – PinkAcrossAmerica
- 2023 – Down and Under Tour
- 2024 – The Capable of Love Tour

### Artista d'apertura
- 2022 – Love and Power Tour di Halsey
- 2024 – Guts World Tour di Olivia Rodrigo

## Riconoscimenti
- BBC Music Awards
  - 2022 – Sound of 2022[44]

- BET Awards
  - 2023 – Candidatura alla Miglior collaborazione per Boy's a Liar Pt.2[45]
  - 2023 – Candidatura al BET Her Award per Boy's a Liar Pt.2[45]

- Billboard Women in Music
  - 2024 – Produttore dell'anno[34]

- BRIT Awards
  - 2024 – Candidatura alla Canzone dell'anno per Boy's a Liar Pt.2[46]
  - 2024 – Candidatura al Miglior nuovo artista[46]

- iHeartRadio Music Awards
  - 2022 – Candidatura al TikTok Bop of the Year per Just for Me[47]

- MOBO Awards
  - 2021 – Candidatura alla Miglior rivelazione[48]
  - 2022 – Miglior artista femminile[49]
  - 2023 – Candidatura alla Miglior artista femminile[50]
  - 2023 – Candidatura al Miglior artista di musica elettronica/dance[50]
  - 2023 – Candidatura alla Canzone dell'anno per Boy's a Liar Pt.2[50]

- MTV Europe Music Awards
  - 2023 – Candidatura alla Miglior collaborazione per Boy's a Liar Pt. 2[51]
  - 2023 – Candidatura al Miglior artista rivelazione[51]
  - 2023 – Candidatura al Miglior artista britannico e irlandese[51]

- MTV Video Music Awards
  - 2023 – Candidatura al Miglior artista esordiente[52]

- NME Awards
  - 2022 – Candidatura alla Miglior canzone nel mondo per Just for Me[53]
  - 2022 – Candidatura alla Miglior canzone di un artista britannico per Just for Me[53]
  - 2022 – Candidatura al Miglior mixtape per To Hell with It[53]

- Streamy Awards
  - 2023 – Candidatura al Sound of the Year per Boy's a Liar Pt.2[54]

- Soul Train Music Awards
  - 2023 – Candidatura al Video dell'anno per Boy's a Liar Pt.2[55]